# Col de la Baraque des Bouviers
Le col de la Baraque des Bouviers est un col routier situé dans le Massif central en France. À une altitude de 1 420 mètres, il se trouve dans le département de la Lozère, en région Occitanie.

## Géographie
En lisière de la forêt domaniale de la Croix de Bor, le col se trouve sur la route départementale D5 qui relie Laval-Atger à Javols. Du fait de son altitude, les chutes de neige sont nombreuses et les formations de congères sont fréquentes. Il est également traversé par le sentier de grande randonnée 43.

## Histoire
Le col abrite une auberge dotée d'un clocher de tourmente attestant un lieu de passage important, qui fut autrefois un relais de colporteurs, muletiers et maquignons avant de devenir un restaurant saisonnier.
La montagne fut le lieu d'établissement de camps de maquisards durant la Seconde Guerre mondiale,.

## Activités

### En hiver
Le col constitue un espace nordique Les Bouviers qui totalise 30 km à 50 km de pistes de ski de fond avec 5 pistes dont 2 vertes, 1 bleue, 1 rouge et 1 noire. C'est également un site propice au ski de randonnée et à la raquette à neige.

### En été
Le site propose diverses activités telles que le VTT, brame du cerf et balades à cheval. Il est aussi traversé par la grande traversée du Massif central, le sentier de grande randonnée de pays Tour de la Margeride et le sentier de grande randonnée 43.

### Cyclisme
Il est au programme du tour cycliste féminin international de l'Ardèche 2021 permettant d’engranger des points pour le classement de la montagne. Lucie Jounier le passe seule en tête.